# Чемпионат Бельгии по конькобежному спорту в классическом многоборье
Чемпионат Бельгии по конькобежному спорту в классическом многоборье — один из европейских национальных чемпионатов по конькобежному спорту, который проводится с 1997 года. 

## Среди мужчин
Чемпионат проводитсся на четырёх дистанциях: 500, 1500, 3000 и 5000 метров.
| Год                      | Место     | Золото                 | Серебро                | Бронза              |
| ------------------------ | --------- | ---------------------- | ---------------------- | ------------------- |
| 1997                     | Ден-Хааг  | Барт Вельдкамп         | Вернер ван Энгеланд    | Барт Янсен          |
| 1998                     | Ден-Хааг  | Вернер ван Энгеланд    | Барт Янсен             | Марк Монненс        |
| 1999                     | Ден-Хааг  | Фердинанд ван Энгеланд | Матью Вермёлен         | -                   |
| 2001                     | Грефрат   | Аллайн Веркамст        | Барт Янсен             | Jean-Luc Ostijn     |
| 2003                     | Грефрат   | Димитри Дебоель        | Фердинанд ван Энгеланд | Вим Геертс          |
| 2004                     | Грефрат   | Андре Врейгденхил      | Герт Горис             | Паскаль Эммерс      |
| 2005                     | Бреда     | Крис Шильдерманс       | Димитри Дебоель        | Вернер ван Энгеланд |
| 2006                     | Бреда     | Крис Шильдерманс       | Паскаль Эммерс         | Герт Горис          |
| 2007                     | Бреда     | Крис Шильдерманс       | Пат Ванроелен          | Паскаль Эммерс      |
| 2008                     | Бреда     | Крис Шильдерманс       | Франк Фиерс            | Stijn van Hove      |
| 2009                     | Бреда     | Крис Шильдерманс       | Франк Фиерс            | Свен Маллези        |
| 2010                     | Эрфурт    | Крис Шильдерманс       |                        |                     |
| 2011                     | Эйндховен | Барт Свингс            | Wannes Van Praet       | Ferre Spruyt        |
| 2012                     | Эйндховен | Барт Свингс            | Ferre Spruyt           | Wannes Van Praet    |
| 2013                     | Эйндховен | Барт Свингс            | Ferre Spruyt           | Wannes Van Praet    |
| 2014                     | Эйндховен | Quinten van de Sande   | Jonathan Schildermans  |                     |
| 2015-2018 Не проводились |           |                        |                        |                     |
| 2019                     | Эйндховен | Jonathan Schildermans  | Seppe Lybaert          | Martijn Proost      |

## Среди женщин
| Год                      | Место     | Золото                 | Серебро                | Бронза                 |
| ------------------------ | --------- | ---------------------- | ---------------------- | ---------------------- |
| 1997                     | Ден-Хааг  | Кристен Меевис         | Клара Ален             | Дейзи Босманс          |
| 1998                     | Ден-Хааг  | Кристен Меевис         | Клара Ален             | Натали ван Энгеланд    |
| 1999                     | Ден-Хааг  | Кристен Меевис         | Клара Ален             | Натали ван Энгеланд    |
| 2001                     | Грефрат   | Натали ван Энгеланд    | Myriem Vermeulen       |                        |
| 2007                     | Бреда     | Нели Армие             | Линда Ромбутс          |                        |
| 2008                     | Бреда     | Нели Армие             |                        |                        |
| 2009                     | Бреда     | geen senioren deelname | geen senioren deelname | geen senioren deelname |
| 2010                     | Эрфурт    | Anne Michiels          |                        |                        |
| 2011                     | Эйндховен | Нели Армие             | Елена Петерс           |                        |
| 2012                     | Эйндховен | Нели Армие             | Елена Петерс           | Anne Michiels          |
| 2013                     | Эйндховен | Елена Петерс           | Hilde Govaerts         |                        |
| 2014                     | Эйндховен | Елена Петерс           | Anne Michiels          |                        |
| 2015-2018 Не проводились |           |                        |                        |                        |
| 2019                     | Эйндховен | Evy September          | Sabrina Gaudesaboos    |                        |